# Hassan al-Imam
Hassan el-Imam (àrab: حسن الإمام Ḥasan al-Imām) (Mansura (Egipte), 6 de març de 1919 - el Caire, 29 de gener de 1988) va ser un destacat director de cinema egipci. Va ser sobrenomenat «el rei de la taquilla».

## Primers anys
Hassan El-Imam va néixer el 6 de març de 1919 a la ciutat de Mansura, el seu pare El-Imam paixà El-Imam era un ric home de negocis i formava part de la  família el-Imam. Hassan El-Imam era persistent, de ment oberta i interessat en els esdeveniments públics, especialment en els esdeveniments d'art teatral, a causa de la proliferació de teatres en aquella època i la manca de cinema generalitzat. També era un amant de la música. Va rebre la seva educació a l'escola Frere d'al-Kharnfash.

## Carrera
Hassan El-Imam va començar la seva carrera a la dècada de 1940 i va treballar com a ajudant de direcció en diverses pel·lícules com ara Muhammad Ali Street, Hassan and Hassan i Miss Boussa. la seva primera oportunitat de dirigir el 1946 amb la seva primera pel·lícula, Angels in Hell (1947). L'any següent, va dirigir les pel·lícules Women are Devils (1948) i The Fame and the Rich (1948). El seu veritable avenç es va produir a principis dels anys 50, van ser les pel·lícules; The Two Orphans (1949), seguit de Calumnied by the People (1950), I am Well Born (1951), Time of Miracles (1952), i I will never Cry (1957).
Les pel·lícules d'El-Imam van aconseguir grans ingressos a taquilla, cosa que el va fer sobrenomenat "Rei de la taquilla" i "Director d'obres mestres". A la dècada de 1960, va dirigir les pel·lícules The Sins (1962), Alley of the Pestle (1963), i l’adaptació de la Trilogia del Caire de Naguib Mahfuz: Between Al-Qasrayn (1963), Qasr Al-Shawq (1967) i Al-Sukkariyyah (1973). També va presentar: Love and Adoration (1960), I Accuse (1960), i Money and Women (1960), The Dumb (1961), The Student (1961), The Miracle (1962), Shafiqa the Copt-girl (1963), The Nun (1965) entre d'altres. A la dècada del 1970 Al-Imam va presentar Love and Pride (1972) i va abandonar una mica les pel·lícules de melodrama per presentar altres gèneres.
Després de l'enorme èxit de Watch Out for ZouZou (1972) i la seva continuació als cinemes durant més d'un any, les seves pel·lícules eren dominat per un caràcter líric i vistos durant aquell període. El-Imam va presentar experiències similars en pel·lícules com My Story with Time (1973), Amira, my Love (1974), Truth Has a Voice (1976), Ebn meen fel mogtamaa (1979) altres pel·lícules. Va dirigir una obra de televisió, la sèrie "His Majesty is Love", i va dirigir una sèrie de ràdio sobre la vida de Badi’a Masabni. I va dirigir una obra per al teatre de Naguib El-Rihani, titulada “Oh, sweet woman, don’t play with matches.” L'estil d'Hassan El-Imam era únic i distingit d'altres de la seva generació, i el va presentar als anys vuitanta; Blood on A Rose Dress (1982), The Age of Love (1986) escrit per Naguib Mahfouz, i la seva darrera pel·lícula va ser Tomorrow is better than Today (1986). El-Imam va fer tres pel·lícules a la llista de les 100 millors pel·lícules egípcies.

## Vida personal
El-Imam estava casat amb Naemat Al-Hadidi, mestressa de casa, van tenir dos fills i una filla, Hussein (1951–2014), compositor de música, arranjador, cantant, productor de cinema, actor i presentador de televisió, Moody, escriptor/compositor de bandes sonores de pel·lícules i Zainab, periodista a Al-Ahram. El-Imam va morir al Caire el 29 de gener de 1988.

## Filmografia
| Any  | Títol                                                     | Notes  |
| ---- | --------------------------------------------------------- | ------ |
| 1947 | "Angels in Hell" (Mala'eka fi Gohanam)                    |        |
| 1947 | "Women Are Devils" (El-Setat Afareet)                     |        |
| 1948 | "A Good Name Is Enough" (El-Seet wala El-Ghena)           |        |
| 1949 | "The Two Orphans" (Al-Yateematain)                        |        |
| 1950 | "Calumnied by the People" (Zalamony El-Nas)               |        |
| 1950 | "An Hour for Your Heart" (Saa la kalbak)                  |        |
| 1951 | "People's Secret" (Asrar El-Nas)                          |        |
| 1951 | "I Am Well Born" (Ana Bent Nas)                           |        |
| 1951 | "Law of The Strongest" (Hokm El-Kawy)                     |        |
| 1952 | "The Cup of Suffering" (Kas El-Azab)                      |        |
| 1952 | "The Parent's Curse" (Ghadab El-Waledeen)                 |        |
| 1952 | "The Time of Miracles" (Zman El-Agaeb)                    |        |
| 1952 | "Whose Daughter Am I" (Ana Bent Meen)                     |        |
| 1953 | "By What Right" (Fi Sharie Meen)                          |        |
| 1953 | "Love in the Shadows" (Hob fi El-Zalam)                   |        |
| 1953 | "The Bread-Seller" (Baeet El-Khobz)                       |        |
| 1953 | "The Scandalmonger" (Tager El-Fadaeh)                     |        |
| 1954 | "People's Hearts" (Kolob El-Nas)                          |        |
| 1954 | "A Wife's Confession" (Eaterfat Zawga)                    |        |
| 1954 | "The Unjust Angel" (Al-Malak Al-Zalem)                    |        |
| 1955 | "Flesh" (Al-Gasad)                                        |        |
| 1955 | "Women of the Night" (Banat El-Liel)                      |        |
| 1956 | "Farewell at Dawn" (Wadaa fi El-Fagr)                     |        |
| 1957 | "House of Forbidden Pleasures" (Wakr El-Malzat)           |        |
| 1957 | "Lawahez"                                                 | [ 14 ] |
| 1957 | "I Shall Never Cry" (Lan Abky Abdan)                      |        |
| 1957 | "The Great Love" (Al-Hob Al-Azeem)                        |        |
| 1957 | "Seduction" (Eghraa)                                      |        |
| 1958 | "The Young She Devil" (Al-Shaytana Al-Saghyra)            |        |
| 1958 | "Awatef"                                                  |        |
| 1958 | "Virgin Hearts" (Kolob El-Azara)                          |        |
| 1960 | "Love and Adoration" (Hub Hatta El-Ibada)                 |        |
| 1960 | "Money and Women" (Mal w Nesaa)                           |        |
| 1960 | "Men's Companion" (Saedet el regal)                       |        |
| 1960 | "A Wife from the Street" (Zawga mn El-Sharee)             |        |
| 1960 | "I Accuse" (Eny Atahem)                                   |        |
| 1961 | "The Student" (El-Telmyza)                                |        |
| 1961 | "The Dumb Girl" (El-Kharsaa)                              |        |
| 1961 | "My Life is The Price" (Hayaty Hia El-Thaman)             |        |
| 1962 | "The Sins" (El-Khataya)                                   |        |
| 1962 | "The Miracle" (El-Moageza)                                |        |
| 1963 | "Shafika the Copt Girl" (Shafika El-Kebtya)               |        |
| 1963 | "Alley of the Pestle" (Zokak Al-Madak)                    |        |
| 1963 | "The Newspaper Seller" (Bayaet El-Garaed)                 |        |
| 1963 | "A Woman on the Outside" (Emraa Ala El-Hamesh)            |        |
| 1964 | "A Thousand and One Nights" (Alf Leila w Liela)           |        |
| 1964 | "Between Two Palaces" (Been El-Asreen)                    |        |
| 1965 | "The Nun" (Al-Raheba)                                     |        |
| 1965 | "She and the Men" (Hia w Al-Regal)                        |        |
| 1966 | "He and the Women" (Hoa w Al-Nesaa)                       |        |
| 1966 | "Three Thieves" (3 Losoos)                                |        |
| 1967 | "El-Shok Palace" (Kasr El-Shok)                           |        |
| 1967 | "The Beggars Strike" (Edrab El-Shahteen)                  |        |
| 1968 | "I'm not Irresponsible" (Lasto Mostahtera)                |        |
| 1968 | "One of the Girls" (Bint Min El-Banat)                    |        |
| 1969 | "The Beautiful Aziza" (El-Helwa Aziza)                    |        |
| 1970 | "Shaka Mafrosha"                                          |        |
| 1970 | "Egyptian Dalal" (Dalal Al-Masrya)                        |        |
| 1971 | "The Forbidden Love" (Al-Hob Al-Moharam)                  |        |
| 1971 | "Love And Money" (Al-Hob w Al-Feloos)                     |        |
| 1972 | "Emtethal"                                                |        |
| 1972 | "Watch out for Zouzou" (Khaly Balak mn Zozo)              |        |
| 1972 | "Badyaa's Daughter" (Bent Bayaa)                          |        |
| 1972 | "Love And Pride" (Hob w Kebryaa)                          |        |
| 1973 | "Al-Sukarya"                                              |        |
| 1973 | "My Story With Time" (Hekayty Maa El-Zaman)               |        |
| 1974 | "Amira My Love" (Amira Hoby Ana)                          |        |
| 1974 | "Bamba Kashar"                                            |        |
| 1974 | "Agony Over Smiling Lips" (Al-Azaab Fawk Shafah Tabtasem) |        |
| 1974 | "Agayb Ya Zaman"                                          |        |
| 1975 | "And Love Ended" (W Entaha El-Hob)                        |        |
| 1975 | "I Love This, I Want That" (Haza Ohebo w Haza Orydo)      |        |
| 1975 | "Don't Leave Me Alone" (La Tatrokny Wahdy)                |        |
| 1975 | "Badyaa Masabny"                                          |        |
| 1976 | "And Honor Your Parents" (W Bel-Waledyn Ehsanan)          |        |
| 1976 | "Kamar El-Zaman"                                          |        |
| 1976 | "Truth Has a Voice" (El-Karwan Loh Shafayf)               |        |
| 1977 | "The Oppressed Prayer" (Doaa El-Mazlomeen)                |        |
| 1978 | "Love Over The Volcano" (Hob Foa El-Borkan)               |        |
| 1978 | "The Famous Case" (Al-Kadya Al-Mashhora)                  |        |
| 1979 | "Heaven Under Her Feet" (Al-Gana Taht Kadamyha)           |        |
| 1979 | "Ebn meen fel mogtamaa"                                   |        |
| 1980 | "Don't Oppress Women" (La Tazlemo El-Nesaa)               |        |
| 1982 | "Lial"                                                    |        |
| 1982 | "Blood on A Rose Dress" (Demaa Ala Thob Wardy)            |        |
| 1983 | "Kaidahon Azeem"                                          |        |
| 1985 | "God's World" (Donia Allah)                               |        |
| 1986 | "Love's Time" (Asr El-Hob)                                |        |
| 1986 | "Tomorrow is Better Than Today" (Bokra Ahla Mn Enharda)   |        |